# Ligue Magnus
A Ligue Magnus, szponzori nevén Synerglace Ligue Magnus egy franciaországi  professzionális első osztályú jégkorongbajnokság. A bajnokságot 1906-ban alapították, és a 2023-24-es szezonban 12 csapat alkotta. A bajnokság rájátszásának győztese szerepel a következő Champions Hockey League szezon kiírásában.

## Lebonyolítás

### Alapszakasz
Az alapszakaszban 12 csapat vesz részt. Egy csapat 44 mérkőzést játszik, mindegyik csapattal 4-et, 2-2 meccset otthon és idegenben.

### Osztályozó
Az alapszakaszban a 4 legkevesebb pontot szerző csapat osztályozókat játszanak. Egy csapat 6 mérkőzést játszik, mindegyik csapattal 2-2 meccset otthon és idegenben. Az osztályozókon szerzett pontokhoz hozzáadják az alapszakaszban szerzett pontszámukat, és az így kapott rangsor szerint a 3 legtöbb pontot szerző csapat marad a bajnokság következő szezonjában, míg a legkevesebb pontot szerző csapat kiesik a másodosztályba.

### Rájátszás
A rájátszásba a 8 legtöbb pontot szerző csapat jut be. A csapatok 4 győztes meccsig tartó sorozatokat játszanak.

## Résztvevők

### Jelenlegi csapatok
| Csapat                           | Székhely            | Jégcsarnok                            | Férőhely |
| -------------------------------- | ------------------- | ------------------------------------- | -------- |
| Gothiques d’Amiens               | Amiens              | Coliséum                              | 3 400    |
| Ducs d’Angers                    | Angers              | Angers IceParc                        | 3 520    |
| Hormadi Anglet                   | Anglet              | Patinoire de la Barre                 | 1 200    |
| Boxers de Bordeaux               | Bordeaux            | Patinoire de Mériadeck                | 3 200    |
| Jokers de Cergy-Pontoise         | Pontoise            | Aren'ice                              | 3 000    |
| Pionniers de Chamonix Mont-Blanc | Chamonix-Mont-Blanc | Centre Sportif Richard Bozon          | 1 700    |
| Rapaces de Gap                   | Gap                 | Stade de glace Alp'Arena              | 2 930    |
| Brûleurs de loups de Grenoble    | Grenoble            | Patinoire Polesud                     | 4 208    |
| Diables Rouges de Briançon       | Briançon            | Patinoire René-Froger                 | 2 300    |
| Spartiates de Marseille          | Marseille           | Palais omnisports Marseille Grand Est | 5 504    |
| Aigles de Nice                   | Nizza               | Palais des sports Jean-Bouin          | 1 200    |
| Dragons de Rouen                 | Rouen               | L’Île Lacroix                         | 3 729    |

## Nézettség

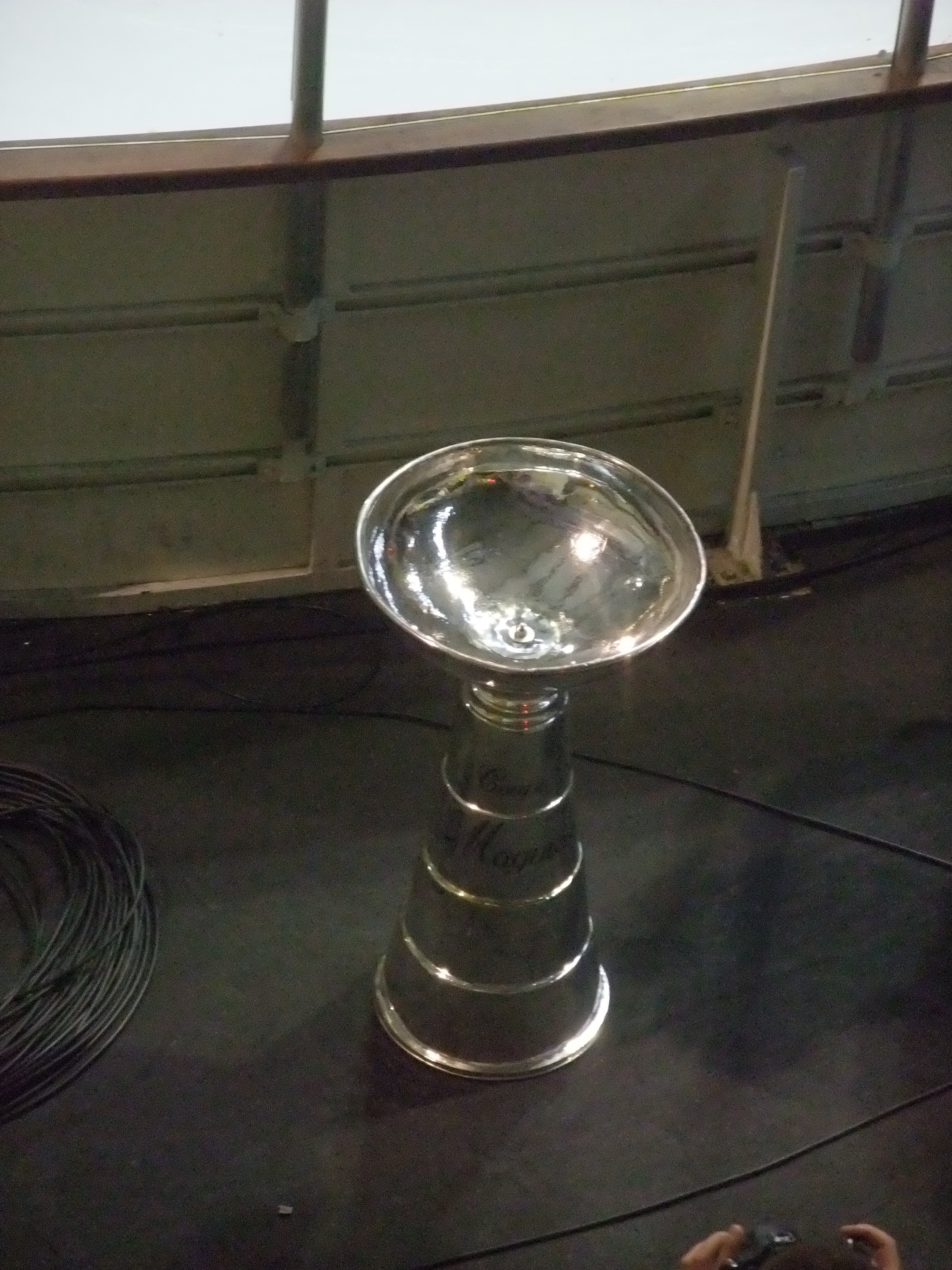
A Magnus-kupa

| Szezon  | Átlagos nézőszám | Helyezés | Legnézettebb csapat                   |
| ------- | ---------------- | -------- | ------------------------------------- |
| 2021–22 | 1706             | 8.       | Brûleurs de loups de Grenoble (3 542) |
| 2022–23 | 2 148            | 10.      | Brûleurs de loups de Grenoble (4 056) |
| 2023–24 | 2 557            | 10.      | Spartiates de Marseille (4 033)       |
| 2024–25 | 2 615            | 9.       | Spartiates de Marseille (4 116)       |

## Magyar játékosok a bajnokságban
- Gőz Balázs: Morzine/Avoriaz (2013–2014)[5]
- Horváth Bálint Briançon (2023–2024),[6] Gap (2024–)[7]
- Horváth Milán Briançon (2023–2024)[8]
- Ladányi Balázs: Briançon (2007–2009)
- Magosi Bálint: Briançon (2015–2016)[9]
- Szabó Bence: Chamonix (2022)[10]
- Szélig Viktor: Briançon (2006–2015)
- Szirányi Bence: Briançon (2011–2012)[11]
- Szita Donát: Amiens (2022)[12]
- Vas János: Dijon (2012–2013),[13] Rouen (2013–2014),[14] Chamonix (2021)[15]
- Vas Márton: Briançon (2006–2009)